# Perrou
Perrou is een gemeente in het Franse departement Orne (regio Normandië) en telt 413 inwoners (1999). De plaats maakt deel uit van het arrondissement Alençon.

## Geografie
De oppervlakte van Perrou bedraagt 4,3 km², de bevolkingsdichtheid is 96,0 inwoners per km².
De onderstaande kaart toont de ligging van Perrou met de belangrijkste infrastructuur en aangrenzende gemeenten.

## Demografie
Onderstaande figuur toont het verloop van het inwonertal (bron: INSEE-tellingen).